# Kowboj i dama
Kowboj i dama (ang. The Cowboy and the Lady) – amerykański film z 1938 roku w reżyserii H.C. Pottera.

## Nagrody i nominacje
| Nazwa nagrody | Wygrane                                 | Nominacje                                                                                   |
| ------------- | --------------------------------------- | ------------------------------------------------------------------------------------------- |
| Oscar         | 1939 Najlepszy dźwięk Thomas T. Moulton | 1939 Najlepsza muzyka oryginalna Alfred Newman Najlepsza piosenka „The Cowboy and the Lady” |